# Microregione di Itapecuru Mirim
Itapecuru Mirim è una microregione dello Stato del Maranhão in Brasile, appartenente alla mesoregione di Norte Maranhense.

## Comuni
Comprende 8 comuni:
- Cantanhede
- Itapecuru Mirim
- Matões do Norte
- Miranda do Norte
- Nina Rodrigues
- Pirapemas
- Presidente Vargas
- Vargem Grande